# Dunstable
Dunstable este un oraș în comitatul Bedfordshire, regiunea East, Anglia. Orașul se află în districtul South Bedfordshire a cărui reședință este.